# Władysław Siemaszko
Władysław Siemaszko, ps. Wir (ur. 8 czerwca 1919 w Kurytybie) – polski prawnik, kombatant Armii Krajowej, działacz kresowy, od lat 80. XX w. badacz ludobójstwa na Wołyniu w okresie II wojny światowej. Kawaler Orderu Orła Białego.

## Życiorys
Syn polskiego dyplomaty. Mieszkał na Wołyniu w latach 1924–1944. W 1940 skazany przez sąd sowiecki na karę śmierci (zamienioną później na 10 lat łagru). Osadzony w więzieniu w Łucku do czerwca 1941, uniknął masowej egzekucji przeprowadzonej przez NKWD. W latach 1942–1944 walczył w AK jako oficer 27 Wołyńskiej Dywizji Piechoty. W 1945 aresztowany ponownie przez władze radzieckie, a następnie przekazany polskim władzom komunistycznym. W więzieniu przebywał do 1948. Po wojnie ukończył studia na Wydziale Prawa i Administracji Uniwersytetu Jagiellońskiego w Krakowie. Do chwili przejścia na emeryturę pracował jako radca prawny.
W 1984 po opublikowaniu w czasopiśmie „Nurt” artykułu Jerzego Tomaszewskiego, w którym autor oskarżył Armię Krajową o mordowanie ukraińskich cywilów, środowisko kombatanckie żołnierzy 27 Wołyńskiej Dywizji AK przystąpiło do zbierania relacji świadków na temat wydarzeń z okresu 1943–1944. Efektem zainicjowanych wtedy prac dokumentacyjnych były publikacje Władysława Siemaszko oraz jego córki Ewy Siemaszko dotyczące zbrodni popełnionych przez ukraińskich nacjonalistów na Polakach na Wołyniu.
Jego opracowanie wydane w 1990 r. Zbrodnie nacjonalistów ukraińskich dokonane na ludności polskiej na Wołyniu 1939–1945 napisane wraz z  J. Turowskim zostało krytycznie ocenione przez Andrzeja Leona Sowę, krytyczne uwagi do książki „Ludobójstwo dokonane przez nacjonalistów ukraińskich na ludności polskiej Wołynia 1939–1945” miał również ukraiński historyk Ihor Iljuszyn. Z kolei opracowanie to pozytywnie oceniają polscy historycy – Grzegorz Hryciuk i Grzegorz Motyka. Entuzjastyczną ocenę wystawił mu także Ryszard Szawłowski.
Niejednokrotnie osobiście świadczył pomoc na rzecz Polaków zamieszkujących Wołyń, poprzez dostarczanie im niezbędnej pomocy materialnej.

## Odznaczenia i nagrody
- Medal Polonia Mater Nostra Est (2002).
- Nagroda Literacka im. Józefa Mackiewicza wraz z córką Ewą za monografię Ludobójstwo dokonane przez nacjonalistów ukraińskich na ludności polskiej Wołynia 1939–1945[9] (2002)[10][11].
- Krzyż Komandorski Orderu Odrodzenia Polski za wybitne zasługi dla niepodległości Rzeczypospolitej Polskiej (2007)[12].
- Medal „Pro Memoria” wraz z córką Ewą (2010)[13].
- Nagroda Kustosza Pamięci Narodowej wraz z córką Ewą (2011)[14].
- Order Orła Białego w uznaniu znamienitych zasług w dokumentowaniu i upowszechnianiu prawdy historycznej, za działalność na rzecz środowisk kombatanckich (2019)[15].